# Архип (рассказ)
«Архип» — один из первых рассказов А. Н. Толстого, опубликованный в 1909 году. Тематически примыкает к заволжскому циклу, посвящён вырождению и бессилию дворянства и страшной стихийной природе русского бунта. Впервые напечатан в «Новом журнале для всех» (1909, № 12, октябрь).

## Сюжет
Действие начинается с диалога помещицы Александры Аполлоновны Чембулатовой и её соседа молодого дворянина Собакина о том, что в округе «шалит» Оська-конокрад. Это прямая угроза для Собакина, у которого новый жеребец, названный за красоту и силу Волшебником. Жеребца сторожит надёжный мужик Архип, «косматый, глаза волчьи, но верный…». Когда коня всё-таки увели, Собакин в бешенстве допрашивает пьяного Архипа, а мужики отказываются от погони по горячим следам. Чембулатова по опыту своего брата советует посетить ярмарку в Уральске, где, несомненно, попытаются продать Волшебника. По пути Собакин попадает к мистическому казаку Заворыкину на его забытом Богом хуторе. Напившись у хозяина водки, Собакин выкладывает историю с Волшебником и цель своей поездки; Заворыкин пугает, что неопытного барина убьют. Утром помещик сделал вид, что его запугали и он решил вернуться, а сам, сделав большой крюк, всё-таки едет на ярмарку. Неожиданно он нашёл продавца — это действительно Оська, и полиция даже сажает вора в острог. Собакин пытается убедить его вернуть лошадь, но Оська, отшвырнув и барина, и урядника, бросается на волю. На ярмарке его ловят решительно все, так как конокрадов ненавидят сильнее, чем других воров. Его травят, как дикого зверя, а потом по-турецки сажают на кол, вызвав у Собакина ужас и омерзение. Урядник сообщает, что лошадь у казака Заворыкина, о чём тот прямо рассказывал хмельному барину в страшную ночь. Казак понял всё сразу и замахнулся на Собакина плетью, однако устыдился и вернул жеребца: помещик вернулся домой победителем. Однако после истории с Волшебником сильно переменился Архип: Чембулатова за чаем говорит Собакину, что «…злой он, и глаз у него чёрный, приедет и всё по конюшне ходит, все чего-то высматривает, и непременно что-нибудь после случится». Когда Собакин ехал в одноколке по полю, его нагнал Архип с топором, однако промахнулся, и попал в переднюю доску козел. Оказалось, что Оська-конокрад — сын самого Архипа, которого все считали бессемейным. Собакин клянётся, что никому не скажет, что Архип едва не убил его.
Финал разворачивается через год — наступил 1905-й. В имении нарастает тревога: крестьяне перешёптываются о таинственной «золотой грамоте», в которой прописано, что земля принадлежит мужикам, и только им. По ночам разбрасывают листовки, призывающие к восстанию, чьё содержание известно всем грамотным. У Чембулатовой мужики спалили гумно. Архип, сделавшийся приказчиком, в полной мере проявляет свою жестокость и злую волю, рассуждая вслух, что с мужиками можно только по-плохому: «притесни, он тебе что хочешь сделает, а с доброго слова сядет на шею». Как ни пытались его мужики избить, Архип неизменно уходил от расправы. В одну из ночей Собакина разбудил Архип, заявив, что мужики идут жечь поместье, пора браться за оружие. Трясущийся помещик пытается зарядить ружьё дробью, на что приказчик советует брать картечь. Мужики выбивают окна и требуют выдать Архипа; тот задувает свечу, выхватывает у барина ружьё и стреляет в силуэт за окном. Кто-то ранен, крестьяне начинают бросать в дом горящую солому; камнем попадают в лицо Собакину. Архип сначала прикрывает его, но, когда становится понятным, что имение подожжено со всех сторон, вдруг заявляет: «давно я
хотел тебя поблагодарить», выхватывает нож и убивает Собакина с одного удара. Дальше Архип на коне Волшебнике вырвался в степь, как природная стихия, которую никто не в состоянии укротить.

## Литературные особенности
У семейства А. Н. Толстого времени жительства в имении Сосновка действительно была соседка по фамилии Чембулатова, которую звали Варвара Александровна. Она не единожды упоминалась в переписке 1887—1892 годов.
В рассказе затронута социальная сторона взаимоотношений крестьянства и помещиков. А. В. Алпатов, в социологизирующем духе, обвинял писателя в отсутствии обобщений, в том, что образы бунтующих мужиков и стихийных вспышек крестьянского возмущения, выглядят случайными, эпизодическими, даже анекдотическими. В бунтующих крестьянах А. Н. Толстой демонстрировал нечто зверино-жестокое, подчёркивая их стихийную ненависть и злость. Однако он не эстетизировал и уходящий усадебный мир, «пристально и насмешливо» разглядывая чудаковатых и при этом уродливых персонажей, в которых «видел что-то безусловно нежизненное и обречённое». Писатель Д. В. Агалаков тоже отмечал негативизм социального мышления Толстого: «Нет тут злых капиталистов и купцов, помещиков-мироедов, безжалостных жандармов, как и нет несчастного забитого мужика, над судьбой которого хочется лить горькие слезы. А вот добрый и непрактичный помещик Собакин, зарезанный Архипом, есть, и милая и рассудительная помещица Чембулатова…» Изображения героев из народа Агалаков называет «социалистическим реализмом наоборот», поскольку А. Н. Толстой уводит читателя «на сотни лет назад, почти в первобытную дикость, открывая силы тёмные и разрушительные для любой цивилизации, для самой души человека».